# Агелтруда
Агелтруда (на латински: Ageltrude di Benevento; Agiltrude; Ageltruda; Angildruda; † 27 август 923) е лангобардска принцеса от Херцогство Беневенто и чрез брак маркграфиня на Камерино, херцогиня на Сполето, кралица на Италия (889 – 894) и императрица на Свещената Римска империя (891 – 894). Тя е регентка на сина си Ламберт Сполетски и по всякакъв начин го подбужда срещу заклетите му врагове Каролингите.

## Произход
Дъщеря е на княз Аделчис от Беневенто († 878) и на съпругата му Аделтруда. Има пет братя и четири сестри:
- Раделчис II († 900), княз на Беневенто (881 – 884 и 897 – 900), съпруг на Арниперга ди Капуа
- Майо († 884)
- Магенулф († сл. 863)
- Айулф II (Айо) († 891), княз на Беневенто (884 – 891), женен
- Ладечис († 885)
- Гаиричиза († 898)
- Сестра, съпруга на Гайло
- Сестра, съпруга на Дауфер
- Сестра, съпруга на Атенолф, граф на Капуа

## Биография
Живее като младо момиче в среда, която винаги е била смятана за непревземаема крепост на опозицията на лангобардите срещу т. нар. франкска узурпация и която вижда националната гордост да възтържествува с въстанието на 13 август 871 г., когато император Лудвиг II и императрица Енгелберга са пленени и затворени в замъка в Беневенто.
Тя се омъжва за Гуидо от Сполето около 875 г., когато той е все още херцог и маркграф на Сполето и Камерино.
Повторното завоюване на лангобардските провинции в Южна Италия, което Агелтруда се опитва да осъществи чрез роднина на съпруга си, маркиз Гуидо IV, воювайки срещу гърците, които са създали гръцка тема в Беневенто, и в опозиция на претенциите на папата към тези региони, карат папа Формоза да извика германския крал Арнулф в Италия. Всъщност през 894 г. Агелтруда придружава 14-годишния си син Ламберт в Рим, за да накара папата, който подкрепя претендента Арнулф Каринтийски, да потвърди титлата му като император. През 896 г. тя и нейният син намират убежище в Сполето, когато Арнулф влиза в Рим и е коронясан на мястото на Ламберт на 22 февруари. Арнулф получи тържествена клетва за лоялност от римския народ, с обещанието, че никога повече няма да помага на Ламберт и майка му Агелтруда. Докато се готви да завладее замъка на Фермо, където тя е намерила убежище, Арнулф е принуден да прекъсне начинанието, поразен от внезапна болест, която въображаемият историк Литтпранд, епископ на Кремона, приписва на хитростите на Агелтруда. Формоза пък умира на 4 април 896 г. Агелтруда се намесва и за да установи властта си в Рим, се погрижва нейният кандидат Стефан VI да бъде избран за нов папа. По нейна молба и на Ламберт тялото на Формоза е извадено от гроба и облечено в папски одежди; трупът е съден, осъден и след това е разчленен и хвърлен в река Тибър. Това влиза в историята като „Трупният синод“. Ламберт става крал на Италия с името Ламберт II.
На 31 март или 1 април 897 г. Агелтруда влиза в Беневенто и предава херцогството на брат си Раделчис.
Тя оказва голямо влияние върху съпруга си, а след смъртта му (894 г.) върху сина си Ламберт, също император. След 898 г., когато Ламберт умира, тя се посвещава на религиозния живот, отивайки първо в манастира „Натабене“ в Камерино и после в „Св. Никомед във Фонтана Броколи“ до Салсомаджоре. След внезапната му смърт Беренгар и след това Луи III от Прованс побързват да я уверят в приятелството си и да потвърдят предишните дарения, получени от крале и императори. Сред потвържденията, направени от Беренгар до нея, е това за манастира „Свети Флавиан от Рамбона“ на територията на Камерино, построен от самата нея, която по този повод кара да изваят диптих от слонова кост, сега запазен във Ватиканските музеи.

## Брак и потомство
∞ ок. 880 г. за Гуидо Сполетски († декември 894) от род Гвидони, от 876 г. маркграф на Камерино, херцог на Сполето, крал на Италия (889 – 894), император на Свещената Римска империя (891 – 894), от когото има две деца, едно от които е:
- Ламберт Сполетски (* ок. 880; † 15 октомври 898, Моренго), херцог на Сполето, съ-крал от май 889 г., съ/император на Свещената Римска империя от февруари 892 г., неженен и бездетен